# وایسنزی در تورینگن
شهر وایسنزی در تورینگن (به آلمانی: Weißensee in Thuringia) در ایالت تورینگن در کشور آلمان واقع شده‌است.